# Достојанство
Достојанство је право особе да буде вреднована и поштована. Појам је посебну пажњу добио у оквиру етике у време просветитељства.

## Имануел Кант
Кант, филозоф 18. века, сматрао је да постоје ствари о којима не треба дискутовати у смислу вредности и да се за те ствари може рећи да имају достојанство. "Вредност" је нужно релативна, јер вредност нечега зависи од одређене оцене посматрача о тој ствари. Ствари које нису релативне, које се ради себе, су изван сваког вредновања, само ако имају моралну димензију; ако представља избор између исправног и погрешног. Кантовим речима: "Моралност, као и човечанство способно за то, су оно што има само достојанство". Конкретно, у погледу људског достојанства, које су његови текстови довели у западној филозофији у средиште филозофа, Кант је сматрао да је "слободна воља" од суштинског значаја.